# Mary Leakey

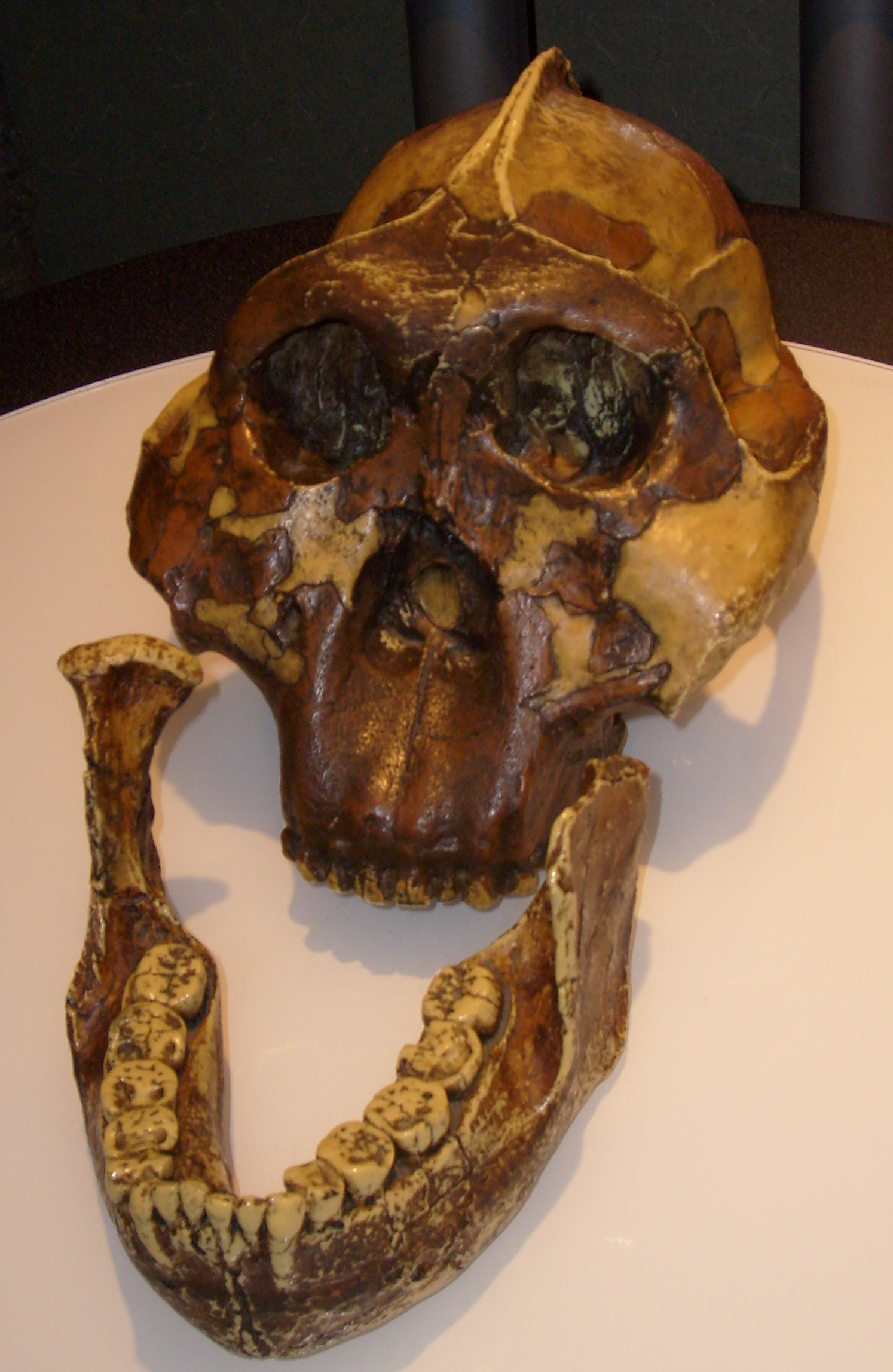
Bản sao hộp sọ của người vượn Australopithecus phát hiện năm 1959

Mary Leakey (6/2/1913 - 9/12/1996) là nhà nhân chủng học và khảo cổ học người Anh, người đã phát hiện ra Hộp sọ hóa thạch đầu tiên của loài Proconsul, một dạng vượn người (khỉ không đuôi) (ape) tuyệt chủng mà người ta tin rằng đó là tổ tiên của loài người hiện đại, và cũng là người đã phát hiện ra hộp sọ của Zinjanthropus tại Olduvai Gorge. Trong sự nghiệp của mình, bà làm việc rất nhiều cùng với chồng, Louis Leakey, tại Olduvai Gorge, khai quật các công cụ và hóa thạch của người cổ đại. Bà đã phát triển một hệ thống phân loại các công cụ bằng đá tìm thấy tại Olduvai. Bà cũng là người phát hiện ra dấu chân tại Laetoli.

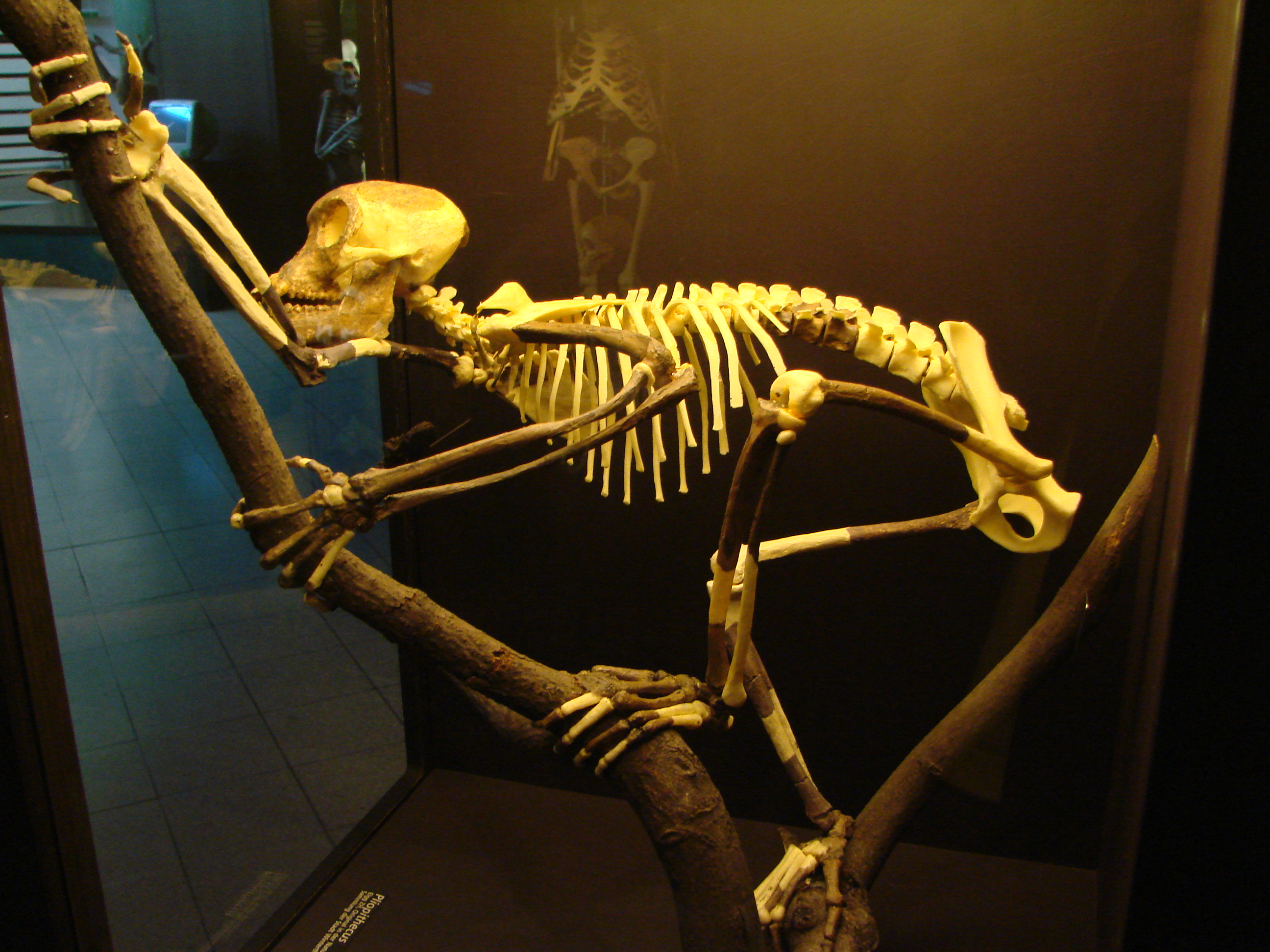
Bản dựng lại bộ xương của loài Proconsul, tổ tiên của loài người

Dòng vượn phát triển thành người được bắt nguồn từ Proconsul vào khoảng 20 triệu năm, và tiếp sau đó là Kenyapithecus trong khoảng 15 đến 11 triệu năm trước đây. Australopithecus được coi là dạng đầu tiên của loài người, mặc dầu còn nhiều nét giống vượn.